# Idioma ngayawung
Ngayawung (Ngaiawong) es una lengua extinta del sur de Australia Meridional, hablada por los pueblos Ngaiawang, Ngaralti y Nganguruku.
El nombre también se escribe Ngaiyau, Aiawung, Aiawong, Iawung, Nggauaiyowangko; otros nombres son Birta, Pitta, Pieta, Peeita y Meru.

## Dialectos
- Ngayawang
- Nganguruku
- Ngaralti (Ngaralda)?